# 懷特群島
77°17′S 153°10′W / 77.283°S 153.167°W
懷特群島是南極洲的群島，位於斯威本冰架以東，美國地質調查局根據1959至1965年美國海軍的高空照片把該冰架繪製於地圖中。